# Terrorisme en Europe

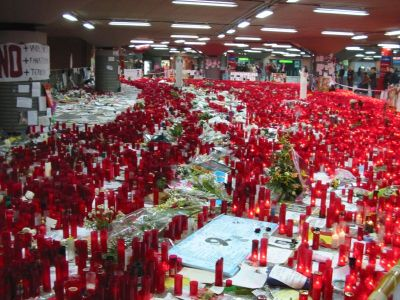
Sanctuaire improvisé pour les victimes des attentats de Madrid du 11 mars 2004 dans la gare d'Atocha à Madrid. Prise le 21 mars 2004.

 (juillet 2015).
 (décembre 2024).
L'Europe a une longue histoire de terrorisme. Celui-ci est souvent lié à des mouvements nationalistes et séparatistes, tandis que d'autres actes sont liés à la politique (y compris l'anarchisme, l'extrême droite et l'extrême gauche), à l'extrémisme religieux ou à la criminalité organisée. Le terrorisme dans les sections européennes des pays intercontinentaux que sont la Turquie et la Russie n'est pas traité dans cet article.

## Situation
Le terrorisme apparaît comme une préoccupation européenne, en 2002, il fait l'objet d'une décision-cadre publiée dans le Journal officiel de l'Union européenne.
Il a donné lieu à une déclaration des membres du Conseil européen lors d'une réunion informelle des chefs d'État ou de gouvernement à Bruxelles, le 12 février 2015.
À la suite des attentats terroristes perpétrés à Paris le 13 novembre 2015, la France a demandé une assistance bilatérale des États membres en vertu de l'article 42, paragraphe 7.
Le 28 avril 2015, la Commission européenne a adopté le programme européen en matière de sécurité, dans lequel la lutte contre le terrorisme est jugée prioritaire.
Chaque année depuis 2007, EUROPOL diffuse publiquement son rapport sur la situation et les tendances du terrorisme en Europe (Rapport TE-SAT), qui présente une analyse détaillée de la situation en matière de terrorisme dans l’Union européenne. Ce rapport, basé sur les chiffres officiels des États membres, présente les statistiques détaillées des phénomènes terroristes jihadistes et extrémistes (extrême-gauche, extrême-droite et séparatiste).
Le 25 janvier 2016, EUROPOL se dotait d'un centre européen de lutte contre le terrorisme.
L'Europe dispose aussi d'une Journée européenne de commémoration des victimes du terrorisme.
Le graphique qui aurait dû être présenté ici ne peut pas être affiché car il utilise l'ancienne extension Graph, désactivée pour des questions de sécurité. Des indications pour créer un nouveau graphique avec la nouvelle extension Chart sont disponibles ici.

| Le graphique qui aurait dû être présenté ici ne peut pas être affiché car il utilise l'ancienne extension Graph, désactivée pour des questions de sécurité. Des indications pour créer un nouveau graphique avec la nouvelle extension Chart sont disponibles ici . | [ 6 ] |

Dans ses différents rapports annuels TE-SAT, EUROPOL décompte les différents faits terroristes en les classant en plusieurs groupes distincts :
- Terrorisme séparatiste ou ethno-nationaliste ("Ethno-nationalist and separatist terrorism") : exemples de l'ETA, du PKK ou des groupes d'Irlande du Nord.
- Terrorisme anarchiste et d'extrême-gauche ("Left-wing and anarchist terrorism")
- Terrorisme d'extrême-droite ("Right-wing terrorism")
- Terrorisme djihadiste ("Jihadist terrorism")
- Terrorisme à but unique ("single-issue terrorism") : utilisation de moyens criminels pour tenter de changer une politique ou une pratique spécifique, et non le système dans son ensemble. Ex. : droits des animaux, écologie radicale, campagnes anti-avortement…

### Statistiques d'EUROPOL
À la suite de la diffusion de ces statistiques, le Parlement européen dénombrait les attaques comme suit :
En 2019, 119 actes terroristes ont été commis en Europe (55 en excluant le Royaume-Uni), en comptant les attentats réussis ainsi que ceux qui ont été déjoués ou ceux qui ont échoué. Parmi ceux-ci, 21 sont attribuables au terrorisme djihadiste. Le terrorisme djihadiste est responsable de toutes les morts enregistrées (10) et a blessé 26 citoyens sur un total de 27.
Environ la moitié des attaques terroristes dans l’UE sont le fait d’ethno-nationalistes ou de séparatistes (57 en 2019, toutes en Irlande du Nord à l’exception d’une). Les autres catégories majeures étant les attaques provenant de l’extrême droite (6) et de l’extrême gauche (26).
En 2020, 57 attaques sont recensées dans l'Union européenne (cela inclut les attaques ayant réellement eu lieu et celles ayant échoué — statistiques hors Royaume-Uni).
Parmi ces 57 tentatives, 10 ont été attribuées au terrorisme djihadiste et ont causé plus de la moitié des décès (12) et la quasi-totalité des blessés (47).
14 attaques à caractère ethno-nationaliste ou séparatiste ont été perpétrées en France et en Espagne alors que 24 attentats ont été menés par des organisations terroristes ou des individus d'extrême gauche ou anarchistes, tous en Italie. Quatre attaques terroristes d'extrême droite sont recensées dont trois ont été déjouées.

## Liste des attaques terroristes en Europe
(novembre 2019).
- Si vous ne connaissez pas le sujet, laissez ce bandeau (vous pouvez alors contacter les auteurs).
- Si vous supprimez le contenu mis en cause (vous pouvez préalablement contacter les auteurs),

argumentez précisément cette suppression dans la page de discussion
(un manque de référence n'est pas un argument ; une recherche réelle de référence doit avoir été effectuée, être formellement documentée).
Il est important de noter que l’Algérie française était considérée légalement comme faisant partie du territoire métropolitain français avant son indépendance. Elle est donc incluse ci-dessous jusqu'à son indépendance.

### Années 1950
- 1er novembre 1954 :  Algérie française : série d'attentats en Algérie : 10 morts
- 30 septembre 1956 : Algérie française : attentat perpétré par le FLN à Alger : 4 morts et 55 blessés
- 28 mai 1957 :  Algérie française : Massacre de Melouza : assassinat des 374 habitants du village de Melouza par le FLN
- 9 juin 1957 :  Algérie française : attentat au casino de la Corniche à Alger : 8 morts et 92 blessés
- 25 août 1958 :  France : vague d'attentats par le FLN sur tout le territoire métropolitain dans le cadre de la guerre d'Algérie.

### Années 1960
- 18 juin 1961 :  France : Attentat du train Strasbourg-Paris : explosion du train à Blacy dans la Marne : 24 morts et 132 blessés.
- janvier 1962 :  France : une série d'attentats est commise par l'Organisation armée secrète (OAS) :
  - 4 janvier 1962 : attentat au siège du PCF à Paris.
  - 18 janvier 1962 : Nuit bleue de l'OAS à Paris, 17 attentats.
  - 22 janvier 1962 : attentat au quai d'Orsay (1 mort, 12 blessés).
  - 24 janvier 1962 : 22 bombes explosent dans Paris.
- 10 mars 1962 :  France : Attentat d'Issy-les-Moulineaux : 3 morts et 47 blessés.
- 26 mars 1962 :  Algérie française : attentat perpétré par des militaires français contre des civils non-armés partisans du maintien du statu quo de l'Algérie française : 77 morts et 200 blessés.
- 22 août 1962 :  France : Attentat du Petit-Clamart, tentative d'assassinat ratée de l'OAS contre le président Charles de Gaulle.
- 8 septembre 1969 :  Belgique : attentat à la grenade au Cantersteen à Bruxelles : 2 blessés.

### Années 1970
- 10 septembre 1972 :  Belgique : attaque à l'ambassade d'Israël à Bruxelles, place de Brouckère : 1 blessé.
- 5 et 6 septembre 1972 :  Allemagne : Prise d'otages des Jeux olympiques de Munich. 17 morts dont 5 des 8 terroristes.
- 20 mai 1978 :  France : attentat à l'aéroport de Paris-Orly : 2 morts et 5 blessés.

### Années 1980
- 27 juillet 1980 :  Belgique : un commando terroriste jette deux grenades vers un groupe d'une soixantaine d'enfants prêt à monter dans un car à Anvers. 1 mort et une quinzaine de blessés.
- 26 septembre 1980 :  Allemagne : attentat de l'Oktoberfest : 13 morts et 211 blessés dont 68 gravement.
- 2 août 1980 :  Italie : attentat de la gare de Bologne faisant 85 morts et 200 blessés. Massacre revendiqué par un groupe d'extrême droite.
- 3 octobre 1980 :  France : attentat de la rue Copernic contre une synagogue dans le 16e arrondissement de Paris faisant 4 morts et une quarantaine de blessés.
- 20 octobre 1981 :  Belgique : une voiture piégée explose près de la synagogue de la rue Hovenier à Anvers. 2 morts et d'autres sont blessés.
- 29 mars 1982 :  France : attentat du Capitole, explosion du train entre Ambazac et La Jonchère-Saint-Maurice en Haute-Vienne, à 20 km au nord-est de Limoges : 5 morts et 29 blessés.
- 22 avril 1982 :  France : attentat devant le 33 rue Marbeuf, à Paris 8e, une voiture piégée explose faisant un mort et plusieurs blessés
- 9 août 1982 :  France : attentat de la Rue des Rosier, attaque d'un restaurant juif à Paris. 6 morts et 20 blessés.
- 18 septembre 1982 :  Belgique : un homme armé d'un pistolet-mitrailleur ouvre le feu à l'entrée de la synagogue de Bruxelles. 4 blessés dont 2 grièvement.
- 15 juillet 1983 :  France : attentat à l'aéroport de Paris-Orly : 8 morts et 56 blessés.
- 17 septembre 1986 :  France : attentat de la rue de Rennes à Paris : 7 morts et 55 blessés.

### Années 1990
- 18 juin 1994 :  Royaume-Uni : fusillade dans un pub du comté de Down en Irlande du Nord, 6 morts, revendiqué par l'Ulster Volunteer Force.
- 24 décembre 1994 :  France : Vol 8969 Air France, après deux jours de prise d'otage d'un vol d'Air France Alger-Paris par des membres du GIA algérien, assaut du GIGN à l'aéroport de Marignane, 3 morts (plus les 4 preneurs d'otages)[9].
- 25 juillet 1995 :  France : Attentat à la station Saint-Michel, 8 décès et 117 blessés[10]. Entre juillet et octobre 1995, la France est touchée par 8 attentats qui feront 10 morts et une centaine de blessés. Ceux-ci furent attribués au Groupe islamique armé (GIA)[10].
- 11 décembre 1995 :  Espagne : une voiture piégée d'ETA au passage d'un bus militaire à Madrid fait 6 morts[11].
- 9 février 1996 :  Royaume-Uni : un attentat de l'IRA provisoire contre les docks de Londres, 2 morts et 43 blessés[12].
- 27 mai 1996 :  France : Reza Mazlouman, ancien vice-ministre iranien de l'éducation à l'époque du Chah d'Iran est assassiné à Créteil[13].
- 3 décembre 1996 :  France : Attentat du RER B à Port-Royal, une bombe placée à la station Port-Royal dans le RER à Paris fait 4 morts et 170 blessés[10].
- 6 février 1998 :  France : assassinat à Ajaccio du préfet de Corse Claude Érignac[14].
- 15 août 1998 :  Royaume-Uni : Attentat d'Omagh en Irlande du Nord une voiture piégée dans une rue commerçante tuant 29 personnes et faisant 220 blessés, par suite d'une alerte insuffisamment précise[15].
- 17, 24 et 30 avril 1999,  Royaume-Uni : à Londres le néo-nazi David Copeland fait exploser trois bombes visant les immigrés à Brixton, Brick Lane et la communauté gay à Soho, 3 morts et 152 blessés[16].

### Années 2000
- 19 avril 2000 :  France : attentat à Quévert (Côtes-d'Armor) contre un McDonald's, attribué à des indépendantistes bretons, 1 mort[17].
- 11 octobre 2002 :  Finlande : un attentat-suicide fait 7 morts et 166 blessés dans un centre commercial de Vantaa[18].
- 31 décembre 2002 :  Belgique : jet de 5 cocktails Molotov sur la synagogue d'Anderlecht.
- début avril 2002 :  Belgique : attaque aux cocktail Molotov de la synagogue d'Anvers.
- fin avril 2002 :  Belgique : mitraillage de la synagogue de Charleroi avec des cocktail Molotov.
- 11 mars 2004 :  Espagne : Attentats de Madrid du 11 mars 2004, attentats à la bombe dans des trains de Madrid : 191 morts et 1 858 blessés[19].
- 9 juin 2004 :  Allemagne une bombe remplie de clous explose à Cologne (Allemagne) faisant 17 blessés dont plusieurs graves[20].
- 7 juillet 2005 :  Royaume-Uni : Attentats de Londres du 7 juillet 2005, série de quatre attentats dans les transports en commun de Londres revendiqués par un groupuscule affilié à Al-Qaïda : 56 morts et 700 blessés[21].
- 21 juillet 2005 :  Royaume-Uni : Attentats de Londres du 21 juillet 2005[22].
- 30 décembre 2006 :  Espagne : attentat à la voiture piégée à l'aéroport Barajas de Madrid faisant 2 morts et 19 blessés, perpétré par le groupe terroriste basque ETA[23].
- 6 décembre 2007 :  France : À 12 h 50, l'explosion d'un colis piégé visant un cabinet d'avocats, 52 boulevard Malesherbes à Paris, fait 1 mort et 5 blessés[24].
- 23 octobre 2008 :  Croatie : Attentat de Zagreb du 23 octobre 2008, un attentat visant le propriétaire de l'hebdomadaire Nacional dans le centre de Zagreb fait 2 morts et 3 blessés, le propriétaire, Ivo Pukanic et le directeur marketing de l'hebdomadaire, Niko Franjic sont tués dans l'attentat[25].
- 7 mars 2009 :  Royaume-Uni : Une fusillade dans une caserne de l'armée britannique à Masserene, revendiquée par l'IRA véritable, tue 2 soldats et blesse 4 autres personnes[26].
- 30 avril 2009 :  Pays-Bas : Un attentat contre la famille royale néerlandaise à Apeldoorn fait 10 morts dont le chauffeur de la voiture folle[27].
- 30 juillet 2009 :  Espagne : Attentat de 2009 à Majorque, un attentat à la voiture piégée commis par l'ETA tue 2 policiers sur l'île de Majorque[28].

### Années 2010
- 11 décembre 2010 :  Suède : attentats de Stockholm faisant un mort (l'auteur) et deux blessés[29].
- 2 mars 2011 :  Allemagne : Fusillade de l'aéroport de Francfort en 2011, devant l'aéroport de Francfort, Arid Uka, d'origine kosovare, tire sur un car transportant des soldats américains, 2 morts[30].
- 22 juillet 2011 : Norvège : Attentats d'Oslo et d'Utøya. Anders Behring Breivik fait exploser une camionnette devant le Regjeringskvartalet, à Oslo, à l'extérieur des bureaux du ministre d'État norvégien. 8 morts. Déguisé en policier, il arrive 2 heures après sur l'ile Utøya ou il tue par arme a feu 69 adolescents et en blesse plus de 200 dans un camp de vacances de la Ligue des jeunes travaillistes.
- 13 décembre 2011 :  Belgique: Tuerie de Liège. Nordine Amrani tue 5 personnes, dont lui-même, et en blesse plus de 120 Place Saint-Lambert à Liège à l'aide de grenades et d'un FN FAL.
- 13 décembre 2011 :  Italie: Attentat à connotation raciste à Florence. Gianluca Casseri, sympathisant de l'extrême droite italienne, tire à l'aide d'un revolver .357 Magnum sur des vendeurs ambulants sénégalais avant de retourner son arme contre lui, faisant 3 morts (dont le tireur) et 3 blessés.
- 11, 15 et 19 mars 2012 :  France : Attentats de mars 2012 à Toulouse et Montauban, sont une série de fusillades perpétré par le terroriste islamiste Mohammed Merah au nom d'Al-Qaïda, tuant 7 personnes, parmi lesquels 3 militaires, puis 3 enfants et 1 adulte devant une école juive.
  - 11 mars : Fusillade contre un militaire, le maréchal des logis-chef Imad Ibn Ziaten, du 1er régiment du train parachutiste à Toulouse par Mohammed Merah. 1 mort.
  - 15 mars : Fusillade contre des militaires à Montauban, de la Caserne du 17e régiment du génie parachutiste par Mohammed Merah qui fait 2 morts et 1 blessé en état d'urgence.
  - 19 mars : Fusillade contre l'école juive Ozar Hatorah de Toulouse par Mohammed Merah qui fait 4 morts dont 3 enfants et 1 blessé grave.
  - 21 mars : Opération du RAID à Toulouse qui durera 30h au domicile de Mohammed Merah. Le 22 mars à 11h32, le RAID abat le terroriste islamiste. 4 policiers blessés.
- 19 mai 2012 :  Italie : Attentat du 19 mai 2012 à Brindisi, l'explosion d'une bombe devant un lycée de Brindisi fait 1 mort et 6 blessés.
- 18 juillet 2012 :  Bulgarie: Attentat-suicide à Bourgas contre un car de touristes israéliens, 6 morts et 32 blessés.
- 22 mai 2013 :  Royaume-Uni : un soldat britannique est tué à la machette par deux hommes, en pleine rue, sous les yeux de douzaines de témoins dans le quartier de Woolwich au sud-est de Londres. Au bout de vingt minutes, les deux agresseurs ont été neutralisés par les policiers qui ont fait usage de leurs armes. La police traite alors l'affaire comme une attaque terroriste[31].
- 25 mai 2013 :  France : un individu attaque à l'arme blanche un soldat en faction à La Défense. Le soldat est blessé dans l'attaque mais a pu sortir de l'hôpital quelques jours après son agression. L'individu interpellé est mis en examen et placé en détention provisoire pour « association de malfaiteurs en lien avec une entreprise terroriste »[32].
- 24 mai 2014 :  Belgique : attentat du Musée juif de Bruxelles, à la veille des élections fédérales, régionales et européennes, un homme pénètre dans le musée et abat 4 personnes avec un revolver et un fusil d'assaut[33].
- 20 décembre 2014 :  France : Un individu armé d'un couteau, pénètre dans le commissariat de Joué-lès-Tours, faisant trois blessés dont deux graves. Il est abattu sur les lieux par la police. La piste de l'islamisme radical privilégiée[34].
- 7 au 9 janvier 2015 en  France : quatre attentats terroristes font 17 morts et 21 blessés dont 3 des forces de l'ordre ; les 3 terroristes ont été abattus. Les terroristes se sont revendiqués de AQPA et de l'État islamique[35] :
  - 7 janvier 2015 : attentat contre Charlie Hebdo, faisant 12 morts et 11 blessés.
  - 8 janvier 2015 : fusillade à Montrouge, faisant 1 mort et 1 blessé[36].
  - 9 janvier 2015 : double prise d'otages à Dammartin-en-Goële et à Paris faisant 4 morts.
  - 9 janvier 2015 : Prise d'otages du magasin Hyper Cacher de la porte de Vincennes faisant 4 morts.
- 3 février 2015 :  France: Attaque contre 3 militaires à Nice en mission dans le cadre du plan Vigipirate à l'arme blanche devant un centre communautaire juif.
- 14 février 2015 :  Danemark : deux fusillades à Copenhague. Une première vise un débat sur l'islamisme (en présence notamment de l'ambassadeur de France au Danemark, François Zimeray et du caricaturiste suédois Lars Vilks) et tue 1 personne et blesse 3 policiers ; une deuxième vise une synagogue et tue 1 personne et en blesse 2[37].
- 19 avril 2015 :  France : Sid Ahmed Ghlam assassine à Villejuif une jeune femme, Aurélie Châtelain, puis rate son attentat contre une église (et d'autres cibles en projet). Selon le procureur de la république, cet assassinat s'inscrit dans le cadre du terrorisme et considère Aurélie Châtelain comme une nouvelle victime du terrorisme[38].
- 26 juin 2015 :  France : Attentat de Saint-Quentin-Fallavier (Isère) contre une usine de bonbonne de gaz. 1 homme est décapité, deux personnes sont blessées. L'attentat est revendique par l'État islamique.
- 21 août 2015 :  France : Attentat du train Thalys où l'assaillant sera désarmé par 3 marines américains. 3 blessés.
- 17 septembre 2015 :  Allemagne : Un Irakien « suspecté d’islamisme » a été tué par balles par la police à Berlin après avoir grièvement blessé une policière avec un couteau jeudi matin. L'homme avait déjà été condamné pour un projet d’attentat.
- 17 octobre 2015 :  Allemagne : Henriette Reker, alors candidate CDU pour devenir Maire de Cologne, est victime d'une tentative d'assassinat de la part d'un homme d'extrême-droite. Il la poignarde gravement, ainsi qu'une autre femme, et blesse 3 autres personnes (5 blessés en tout). L'assaillant est arrêté par la police allemande, et avoue des motivations xénophobes[39]. Toutes les personnes blessées survivent, et Henriette Reker est élue Maire de Cologne le lendemain, 18 octobre 2015.
- 22 octobre 2015 :  Suède : Attentat de l'école de Trollhättan. Anton Lundin Petterson, un militant néonazi, pénètre dans une école, tue deux professeurs et un élève et blesse deux élèves à coups de sabre[40]
- 13 novembre 2015 :  France : Les attentats du 13 novembre 2015 en Île-de-France sont une série de 6 attaques à la kalachnikov et attaque-suicides faisant 130 morts et 352 blessés dont 99 en état d'urgence absolue. L'attentat est revendiqué par l'État islamique[41].
- 6 décembre 2015 :  Royaume-Uni : Deux hommes sont blessés à l'arme blanche dans le métro londonien, à la station Leytonstone. Des images de djihadistes de l’État islamique mais aussi des attentats du 13 novembre à Paris ont été trouvées sur son téléphone. La police a dit qu'elle enquêtait sur un acte terroriste[42].
- 7 janvier 2016 :  France : Attaque à la hache contre des policiers au commissariat de la Goutte d'or dans le 18e arrondissement de Paris, par Tarek Belgacem, un Tunisien de 24 ans, qui a été aussitôt abattu par la police. L'assaillant portait une ceinture d'explosif factice et une lettre de revendication au nom de l'État islamique. Les enquêteurs ont aussi découvert sur son portable une image du drapeau de Daesh.
- 11 janvier 2016 :  France : Attaque à la machette contre un enseignant juif portant une kippa par un adolescent de 15 ans se revendiquant soutien de l’État islamique. L'enseignant parvient à se défendre en parant les coups avec un exemplaire de la Torah. Il ne souffre que de blessures légères mais garde de fortes séquelles psychologiques. En mars 2017, l'agresseur est condamné à sept ans de prison et cinq ans de suivi socio-judiciaire dans ce qui est le premier procès terroriste criminel devant le tribunal pour enfants de Paris.
- 27 février 2016 :  Allemagne : Une adolescente germano-marocaine de 16 ans blesse grièvement au couteau un policier en gare de Hanovre. Cette action a été menée « sur ordre » du groupe État islamique, selon la police, bien qu’elle n’ait jamais été revendiquée.
- 15 mars 2016 :  Belgique : Opération policière à Forest qui se transforme en fusillade - 4 policiers blessés. 3 jours plus tard, le 18 mars, une opération policière à Molenbeek permet l'arrestation de l'ennemi public numéro 1, Salah Abdeslam.
- 22 mars 2016 :  Belgique : Un double attentat terroriste a lieu à Bruxelles : l'un à l'Aéroport de Bruxelles-National où deux kamikazes se feront exploser et le second à la station de métro Maelbeek où un kamikaze actionnera sa ceinture explosive. Le bilan est de 32 morts et 340 blessés. L'attentat est revendiqué par l'État islamique.
- 10 mai 2016 :  Allemagne : Un mort et trois blessés. Un homme a poignardé des passants dans la gare de Grafing, une petite ville située à une trentaine de kilomètres au sud-est de Munich (Bavière, Allemagne). L'agresseur, un Allemand de 27 ans, a été arrêté. « Il a fait des déclarations sur place qui renvoient à une motivation politique, a priori islamiste », a expliqué le parquet. Des témoins, cités par des médias locaux racontent en effet que l'agresseur a crié "Allahou akbar".
- 13 juin 2016 :  France : Attentat islamiste à Magnanville, dans les Yvelines, tuant 2 policiers à leurs domicile. L'attentat est revendiqué par l'État islamique.
- 16 juin 2016 :  Royaume-Uni ( Angleterre) : Assassinat de Jo Cox, députée travailliste, par un sympathisant néonazi.
- 14 juillet 2016 :  France : Attentat au camion-bélier à Nice contre une foule rassemblée sur la promenade des Anglais pour le feu d'artifice de la fête nationale. Le bilan est de 86 morts et 434 blessés. L'attentat est revendique par l'État islamique.
- 18 juillet 2016 :  Allemagne : Attaque à la hachette par un adolescent contre plusieurs personnes dans un train régional[43]. L'État islamique revendique l'attaque.
- 22 juillet 2016 :  Allemagne : Fusillade à Munich : 9 morts et 36 blessés, commise par un néonazi selon l'enquête.
- 24 juillet 2016 :  Allemagne : Attentat suicide d'Ansbach, tuant le terroriste et blessant 15 personnes. Le groupe terroriste islamiste État islamique revendique cet attentat.
- 24 juillet 2016 :  Allemagne : Un réfugié syrien de 21 ans attaque à la machette des passants à Reutlingen en pleine rue, tuant une femme enceinte de 45 ans et blessant 3 autres personnes avant de prendre la fuite.
- 25 juillet 2016 :  Allemagne : Un réfugié afghan de 17 ans agresse les passagers d'un train régional avec un couteau et une hache. Avant d'être abattu par les policiers, le jeune homme a blessé 5 personnes.
- 26 juillet 2016 :  France : Attentat de l'église de Saint-Étienne-du-Rouvray, prise d'otage dans une église tuant le prêtre. Dans la journée l'État islamique revendique l'attaque.
- 6 août 2016 :  Belgique : Attentat à la machette de Charleroi par un homme, contre des policières. 1 mort (terroriste) 2 blessés. L'attentat est revendiqué par l'État islamique.
- 4 septembre 2016 :  France : Tentative d'attentat terroriste ayant pour cible les abords de la cathédrale Notre-Dame de Paris commandité par l'État islamique, à l'aide d'une voiture piégée par un commando de trois femmes, envisageant aussi de d'attaquer, la gare de Lyon à Paris et celle de Boussy Saint-Antoine par des projets « d'attentat attaque-suicide » ainsi qu'à des policiers. Grâce à des interceptions téléphoniques et des géolocalisations, les enquêteurs trouvent Inès Madani le 8 septembre 2016 à Boussy-Saint-Antoine en compagnie d'Amel Sakaou (39 ans) et de Sarah Hervouët (23 ans), au cours d'une opération anti-terroriste où cette dernière blesse un agent à l'aide d'un couteau de cuisine et est blessée par balle en retour. Inès Madani tente aussi de poignarder un policier, mais elle est neutralisée par un tir à la jambe.
- 7 septembre 2016 :  Belgique : Des policiers sont attaqués au couteau alors qu'ils patrouillent dans le parc Bonnevie au cœur du quartier de Molenbeek. Protégés par leur gilet pare-balles, aucun d'eux n'est blessé. L’individu a pu être maîtrisé et interpellé par une autre équipe de police.
- 26 septembre 2016 :  Allemagne : Nino Köhler, un militant de PEGIDA, commet deux attentats à la bombe, l'un contre une mosquée[44] et l'autre contre un centre de congrès[45].
- 5 octobre 2016 :  Belgique : Deux policiers sont violemment agressés au couteau en pleine rue de Schaerbeeck et sont grièvement blessés après avoir reçu 16 coups de couteau pour l'un et un coup de couteau au visage pour l'autre policier. L'assaillant dit avoir répondu à l'appel de l'État islamique qui demandait de tuer un maximum de policiers à l'arme blanche. L'auteur des faits a pu être arrêté par une patrouille venue leur porter secours.
- 30 octobre 2016 :  Allemagne : L’État islamique revendique le meurtre d’un adolescent commis quinze jours plus tôt à Hambourg. Selon la police, la victime âgée de 16 ans avait été poignardée alors qu’elle était en compagnie d’une amie. Les autorités allemandes n’ont jamais arrêté de suspect, mais recherchent un individu âgé de 23 à 25 ans.
- 19 décembre 2016 :  Allemagne : Attentat au camion bélier à Berlin contre la foule lors du marché de Noël. Le bilan est de 12 morts et 56 blessés. L'attentat est revendiqué par l'État islamique.
- 3 février 2017 :  France : Attaque à la machette contre des militaires au Carrousel du Louvre qui fait 2 blessés.
- 25 février 2017 :  Allemagne : Une personne a été tuée et deux autres blessées samedi à Heidelberg, lorsqu'une voiture a foncé sur eux en pleine rue. Le conducteur, blessé, a été interpellé à Heidelberg. Après l'incident, le suspect est sorti du véhicule et s'est éloigné à pied, armé d'un couteau. Lors de l'interpellation, les fonctionnaires ont fait usage de leurs armes à feu.
- 9 mars 2017 :  Allemagne : Un homme de 36 ans originaire d’ex-Yougoslavie et souffrant « apparemment de troubles mentaux » a blessé neuf personnes dans une attaque à la hache jeudi soir à la gare de Düsseldorf, dans l'ouest de l’Allemagne, a indiqué la police locale.
- 16 mars 2017 :  France: Un colis piégé explose dans le bâtiment du FMI à Paris[46] faisant 1 blessé.
- 18 mars 2017 :  France : Attaque de l'Aéroport de Orly à Paris par un homme conduisant une voiture puis tirant sur des policiers lors d'un banal contrôle de papiers. Puis 2 heures plus tard à Orly, il tente de dérober l'arme d'une militaire de l'opération Sentinelle avant de se faire abattre par les collègues de la militaire[47].
- 22 mars 2017 :  Royaume-Uni : Attentat à Westminster à Londres où un homme a foncé sur des passants puis poignardé un policier devant le Parlement de Westminster avant d'être lui-même abattu[48]. Le bilan est de 5 morts et 44 blessés. C'est la première attaque du groupe terroriste État islamique sur le sol anglais.
- 7 avril 2017 :  Suède : attentat au camion bélier à Stockholm contre la foule par un homme conduisant un camion de livraison. Le bilan est de 4 morts et de 15 blessés[49].
- 8 avril 2017 :  Norvège : Dans la nuit, un engin explosif est neutralisé par la police dans une rue de Grønland (quartier proche du centre-ville d'Oslo), le lendemain, un jeune Russe est arrêté par les services de sécurité norvégiens[50].
- 20 avril 2017 :  France : Attentat contre des policiers sur l'avenue des Champs-Élysées à Paris. Un policier tué, le terroriste abattu. Attentat revendiqué par l'État islamique.
- 22 mai 2017 :  Royaume-Uni : Attentat-suicide à Manchester où un attaque-suicide se fait exploser à la fin d'un concert d'Ariana Grande à Manchester. 22 personnes perdent la vie et 250 sont blessées. Le groupe terroriste islamiste État islamique revendique cet attentat[51].
- 3 juin 2017 :  Royaume-Uni : Attentat du 3 juin 2017 à Londres, où trois hommes à bord d'une camionnette ont foncé dans la foule au niveau du London Bridge puis ont attaqué des passants au couteau à Borough Market. Les trois terroristes sont abattus par la Police. L'État islamique revendique cette troisième attaque sur le sol anglais en l'espace de 3 mois. Le bilan est de 7 morts et 48 sont blessés.
- 6 juin 2017 :  France : Attaque contre des policiers à Notre-Dame de Paris en 2017, par un homme se proclamant « soldat du Califat ». L'un des agents riposte immédiatement en tirant et blesse grièvement l'assaillant au thorax. Deux couteaux sont découverts sur celui-ci. Lors des perquisitions, les enquêteurs trouvent une vidéo d'allégeance à l'État islamique. Le bilan est de deux blessés dont l'assaillant. Ce dernier, Farid Ikken, est un doctorant algérien de 40 ans. Ancien journaliste, il a travaillé en Suède, où il a obtenu en 2009 le Prix national du journaliste contre la discrimination, décerné par la Commission européenne, puis dans son pays natal. Installé en France pour y rédiger une thèse, il semble s'être radicalisé individuellement sur Internet.
- 19 juin 2017 :  Royaume-Uni : Attaque de la mosquée de Finsbury Park à Londres : Une camionnette blanche fonce sur des fidèles sortant d'une mosquée au nord de Londres faisant 1 mort et 10 blessés. L'auteur, dont l'enquête démontrera qu'il a agi par racisme, est condamné à la prison à vie.
- 19 juin 2017 :  France : Une voiture-attaque-suicide fonce sur un fourgon de la gendarmerie sur l'Avenue des Champs-Élysées à la suite du choc, la voiture explose, l'auteur meurt peu de temps après. Les enquêteurs découvrent par la suite dans la voiture environ 9 000 munitions, des armes de poings, une kalachnikov, des explosifs ainsi qu'une bonbonne de gaz. Le bilan est d'un mort (l'assaillant), la tentative d'attentat est revendiquée par l'État islamique le 13 juillet 2017[52].
- 20 juin 2017 :  Belgique : Un homme active une valise piégée dans la gare centrale de Bruxelles sans toutefois faire de victimes. L'assaillant est par la suite abattu par des militaires en patrouille. L'attaque est revendiquée par l'État islamique le 13 juillet 2017[52].
- 25 juillet 2017 :  Espagne : Un policier attaqué au couteau par un homme s'écriant "Allahu akbar" dans l'enclave espagnole de Mellila au Maroc
- 28 juillet 2017 :  Allemagne : Un homme criant "Allahu akbar" attaque au couteau plusieurs personnes à Hambourg, le bilan est d'un mort et de six blessés. L'assaillant est par la suite maîtrisé par des passants et policiers[53].
- 9 août 2017 :  France : Attaque contre des militaires à Levallois-Perret par un homme à l'aide d'une voiture-bélier contre une patrouille de l'opération Sentinelle. 6 militaires sont blessés, dont 2 dans un état grave.
- 16 août 2017 :  Espagne : Explosion de plusieurs bonbonnes de gaz dans un bâtiment à Alcanar faisant 2 mort et 7 blessés.
- 17 août 2017 :  Espagne : Attaque à la voiture bélier aux Ramblas à Barcelone faisant 13 morts et 180 blessés dont 15 dans un état critique revendiqué par l'État islamique.
- 18 août 2017 :  Espagne : Attentat à la voiture bélier à Cambrils faisant 1 mort et plusieurs blessés revendiqué par l'État islamique.
- 18 août 2017 :  Finlande : Attaque au couteau à Turku[54] faisant 2 morts et 6 blessés.
- 26 août 2017 :  Royaume-Uni : Un homme a été arrêté vendredi soir après avoir attaqué des policiers avec un couteau devant le palais de Buckingham, la résidence de la reine Élisabeth II à Londres. Après avoir initialement indiqué que l’homme avait été arrêté pour coups et blessures, la police a annoncé dans la nuit qu’il était désormais détenu dans le cadre de la législation antiterroriste.
- 26 août 2017 :  Belgique : Un homme d'origine somalienne a attaqué trois militaires au couteau sur le boulevard Emile Jacqmain à Bruxelles. L'assaillant a été abattu par les militaires en faction et est décédé sur place des suites de ses blessures. L'attaque est revendiquée par l'État Islamique.
- 31 août 2017  Suède : Un policier blessé après une attaque au couteau à Stockholm[55].
- 15 septembre 2017 :  Royaume-Uni : Attentat à la bombe à Londres dans un métro de la station Parsons Green. Le bilan est de 29 blessés. Revendiqué par l'État islamique.
- 15 septembre 2017 :  France : Aux alentours de 6h30 à la station de métro Châtelet, un homme de 39 ans attaque au couteau un militaire de l'Opération Sentinelle en invoquant Allah. L'attaquant est immédiatement maîtrisé par les miliaires, la section anti-terroriste du parquet de Paris est saisie à la suite de cette agression[56].
- 30 septembre 2017 :  France : Devant un immeuble proche de la porte d'Auteuil dans le XVIe arrondissement à Paris, un engin explosif artisanal composé d'au moins quatre bouteilles de gaz, de fils électriques reliés à un téléphone portable est neutralisé in-extremis par une équipe de démineurs. Selon une source policière le dispositif était en parfait état de marche, cette même source déclare avoir évité le pire. La section antiterroriste du parquet de Paris est saisie à la suite de cette découverte. Une enquête est en cours afin de trouver le ou les individus qui ont confectionné cette bombe. Le 3 octobre 2017, cinq individus sont interpellés par la DGSI, l'un d'eux a une fiche S pour son appartenance à la mouvance islamiste radicale.
- 1er octobre 2017 :  France : Attentat de la gare de Saint-Charles à Marseille, un homme égorge deux femmes avec un couteau. L'assaillant est abattu par des militaires de l'Opération Sentinelle. L'attaque a été revendiquée par l'État islamique. Le bilan est de 3 morts dont l'assaillant[57].
- 3 janvier :  Irlande : Un homme de 18 ans d'origine égyptienne attaque au couteau et à la barre de fer plusieurs personnes à Dundalk. Le bilan est d'un mort et de 2 blessés grave, l'auteur est arrêté en possession de plusieurs couteaux. La piste terroriste est privilégiée par la police.
- 11 janvier 2018 :  France: Trois surveillants du centre pénitentiaire de Vendin-le-Vieil (Pas-de-Calais) ont été poignardés par un détenu condamné pour des faits de terrorisme. Condamné à 18 ans de prison pour complicité dans l'attentat de Djerba en 2002 commis par Al-Qaïda. Il est soupçonné d'être directement lié aux attentats du 11 septembre 2001. Il est lié à Al-Qaïda.
- 23 janvier 2018 :  Belgique : Un homme a été neutralisé à la gare Saint-Pierre de Gand alors qu’il tentait d’attaquer des policiers à l’arme blanche en criant "Allah Akbar". Il a été blessé et emmené à l’hôpital.
- 3 février 2018 :  Italie : À Macerata, un membre de l'extrême-droite italienne soutenant la Ligue du Nord tire sur plusieurs migrants dans une attaque raciste[58],[59].
- 23 mars 2018 :  France : Fusillades et prise d'otages à Carcassonne et Trèbes, Radouane Lakdim vole une voiture, tire sur un groupe de CRS et prend en otage une cinquantaine de clients et les employés d'un supermarché Super U. L'auteur de l'attentat est tué par le GIGN. L'attaque a été revendiquée par l'État islamique. Le bilan provisoire est de 5 morts et de 15 blessés. À la suite des attaques, le lieutenant-colonel Arnaud Beltrame qui a trouvé la mort dans cet attentat est salué par le président de la République Emmanuel Macron et le ministre de l'intérieur Gérard Collomb pour s’être substitué à des otages lors des attaques[60].
- 5 mai 2018 :  Pays-Bas : Un homme attaque aléatoirement des passants dans la rue en criant "Allah akbar" et fait 3 blessés[61]
- 12 mai 2018 :  France : Attaque au couteau à Paris par un homme de 20 ans d'origine tchétchène contre des civils et des policiers dans le quartier de l'Opéra. Le bilan est de 1 mort et de 4 blessés dont 2 graves. L'attaque est revendiqué par l'État islamique[62].
- 15 mai 2018 :  France : Un surveillant pénitentiaire de la prison de Fleury-Mérogis a été hospitalisé, ce mardi matin, après avoir été attaqué par un détenu radicalisé qui a tenté de l’assassiner avec une fourchette
- 29 mai 2018 :  Belgique : Attaque du 29 mai 2018 à Liège, contre deux policières et le passager d'une voiture sont tués dans une fusillade précédée d'une attaque au couteau à Liège en Belgique[63]. L'attaque est revendiquée par l'État islamique[64].
- 14 août 2018 :  Royaume-Uni : Attentat à la voiture bélier contre des piétons devant le Parlement britannique à Londres et fait 3 blessés.
- 20 août 2018 :  Espagne : Un homme entre dans un commissariat à Cornellà de Llobregat avec un couteau et attaque une policière qui l’abat. L'attentat a fait un mort, le terroriste.
- 31 août 2018 :  Pays-Bas : Attaque du 31 août 2018 à la gare centrale d'Amsterdam. Un homme attaque des passants au couteau à la gare centrale d'Amsterdam, l'assaillant est blessé par les tirs de policiers. La piste terroriste est retenue par les enquêteurs[65].
- 15 octobre 2018 :  Allemagne : Une prise d'otage à la gare de Cologne fait deux blessés, en plus de l'assaillant, grièvement blessé par la police. Le suspect avait lancé un peu plus tôt un cocktail molotov dans un restaurant. Le responsable de la police judiciaire de Cologne évoque une tentative d'attentat à caractère islamiste (l’Individu s'étant revendiqué de Daesh lors de la prise d'otage)[66].
- 20 novembre 2018 :  Belgique : Attaque au couteau contre un agent de police par un homme de 34 ans à Bruxelles. Des témoins l'auraient entendu crier "Allah akbar"[67].
- 11 décembre 2018 :  France : Attentat du 11 décembre 2018 à Strasbourg par un homme de 29 ans qui tire près du Marché de Noël. Le bilan est de 5 morts et de 13 blessés dont 7 graves. L'attaque est revendiquée par l'État islamique[68],[69],[70]
- 31 décembre 2018 :  Royaume-Uni : Attaque au couteau à la gare Victoria de Manchester. Le bilan est de 3 blessés dont un policier[71].
- 5 mars 2019 :  France : Attaque au couteau contre 2 surveillants de la prison de Condé-sur-Sarthe (Orne), par un détenu radicalisé de 27 ans. Au moment de l'acte il a crié « Allah akbar ». L'assaillant se réclame de l'État islamique et voulait « venger Cherif Chekatt »[72]. Lors de l’assaut du RAID la femme du détenu est abattue et l'auteur grièvement blessé, le bilan de l'attaque au couteau est de 2 blessés.
- 16 mars 2019 :  Royaume-Uni ( Angleterre) : Après avoir visionné le live Facebook des attentats de Christchurch, Vincent Fuller arpente le parking d'un supermarché à Heathrow et poignarde un jeune homme de dix-neuf ans aux cris de « Tous les musulmans doivent mourir » et « La suprématie blanche au pouvoir. »[73],[74].
- 18 mars 2019 :  Pays-Bas : Fusillade du 18 mars 2019 à Utrecht par un homme âgé de 37 ans qui tire dans un Tramway. Le bilan est de 4 morts et de 5 blessés[75].
- Nuit du 18 au 19 avril :  Royaume-Uni ( Irlande du Nord) : Fusillade entre la police nord-irlandaise et la Nouvelle IRA à Londonderry qui provoque la mort de la journaliste Lyra McKee qui couvrait l'événement[76].
- 24 mai 2019 :  France : Attentat à la bombe dans la rue Rue Victor-Hugo à Lyon devant l'enseigne de la Brioche dorée. Le bilan est de 13 blessés[77].
- 2 juin 2019 :  Allemagne : Assassinat de Walter Lübcke, un néonazi allemand assassine à son domicile l'élu CDU/CSU Walter Lübcke car ce-dernier défendait la politique d'accueil des réfugiés.
- 3 octobre 2019 :  France : Attentat de la préfecture de police de Paris. Le bilan est de 4 morts et 1 blessé en urgence absolue[78].
- 7 octobre 2019 :  Allemagne : Un homme à bord d'un camion fonce volontairement sur plusieurs véhicules arrêtés à un feu rouge faisant 9 blessés dont lui-même. Les autorités qualifient cet acte comme terroriste le lendemain[79].
- 9 octobre 2019 :  Allemagne : Attentat de Yom Kippour à Halle-sur-Salle : Attentat antisémite à Halle-sur-Saale, un négationniste d'extrême-droite[80] lance des grenades sur un cimetière juif et sur un restaurant turc, puis ouvre le feu sur une synagogue où se tenait une cérémonie pour le Yom Kippour, provoquant au moins 2 morts et 2 blessés graves[81], avant d'être lui-même blessé et interpellé par la police plus tard[80],[82].
- 11 octobre 2019 :  Royaume-Uni ( Angleterre) : Un homme attaque à l'arme blanche plusieurs personnes dans le centre commercial Manchester Arndale. 5 personnes sont blessés, l'assaillant est arrêté par la police. La police antiterroriste est saisie[83].
- 28 octobre 2019 :  France : Un ancien candidat Front national (aux élections départementales françaises de 2015) tente d'incendier la mosquée de Bayonne, puis tire sur deux fidèles qui sortaient du bâtiment, les blessant gravement, avant d'incendier une voiture et de s'enfuir[84] ; il est arrêté peu après à son domicile par la police, qui trouve une arme de poing et une bonbonne de gaz dans son véhicule[84].
- 29 novembre 2019 :  Royaume-Uni ( Angleterre) : Attaque à Londres le 29 novembre 2019 : Le bilan est de 2 morts et plusieurs blessés.
- 29 novembre 2019 :  Pays-Bas : Attaque au couteau à La Haye[85].
- 4 décembre 2019 :  Espagne : Une grenade est lancée dans l'enceinte du centre de migrants mineurs d'Hortaleza, à Madrid, qui ne fait pas de victime car une équipe de déminage parvient à la faire exploser de manière contrôlée[86]. La responsabilité du parti d'extrême-droite Vox dans le passage à l'acte est fortement suspectée, d'autant plus que son dirigeant Santiago Abascal a ciblé explicitement ce centre dans un discours en novembre 2019[87].

### Années 2020
- 3 janvier 2020 :  France : Attaque au couteau à Villejuif
- 5 janvier 2020 :  France : Un homme fiché S tente d'attaquer des policiers avec un couteau tout en criant plusieurs fois "Allah Akbar". L'individu est immédiatement neutralisé par balle par les fonctionnaires de police[88].
- 5 janvier 2020 :  Allemagne : Un homme de 37 ans se précipite sur deux policiers en brandissant un couteau et en criant "allah akbar". Les policiers ouvrent le feu et neutralisent mortellement le suspect[89]
- 10 janvier 2020 :  Royaume-Uni ( Angleterre) : Attaque au couteau de surveillants par un détenu islamiste condamné pour terrorisme, aux cris de « Allah Akbar » ; 5 blessés dont 1 grave. La police a qualifié les faits d'attaque terroriste.
- 2 février 2020 :  Royaume-Uni ( Angleterre) : Attaque au couteau sur des passants dans le quartier de Streatham ; l’assaillant blesse 3 personnes avant de se faire abattre par les forces de police après avoir remarqué qu’il portait une veste d’explosif, qui se révélera factice. L'attaque est revendiquée par l'agence de propagande Amaq du groupe État islamique[90].
- 3 février 2020 :  France : Un militaire de 19 ans muni d'un couteau attaque la caserne de gendarmerie de Dieuze, un gendarme est légèrement blessé au bras. L'assaillant est blessé par balles et transféré à l'hôpital de Metz pour y être opéré. Avant de passer à l'acte, il avait revendiqué une attaque terroriste au nom de l'État islamique dans un appel reçu par le centre opérationnel de la gendarmerie[91].
- 19 février 2020 :  Allemagne : Tobias Rathjen, un extrémiste de droite de 43 ans, ouvre le feu dans des deux bars à chicha de la ville de Hanau, tuant 9 personnes et en blessant 6 autres[92]. Après les fusillades, il rentre à son domicile où il abat sa mère de 72 ans avant de se suicider[93].
- 4 avril 2020 :  France : Attaque au couteau à Romans-sur-Isère
- 27 avril 2020 :  France : un homme, à la fois soutien extrémiste de la cause palestinienne et ayant fait allégeance à l'État islamique, percute volontairement avec sa voiture deux policiers motards à Colombes (Hauts-de-Seine), les blessant grièvement, avant d'être interpellé par d'autres policiers municipaux qui se trouvaient sur les mêmes lieux[94].
- 20 juin 2020 :  Royaume-Uni ( Angleterre) : Attaque du 20 juin 2020 à Reading.
- 26 juin 2020 :  Royaume-Uni ( Écosse) : Attaque au couteau de l'hôtel de Glasgow.
- 14 juillet 2020 :  France : le groupe indépendantiste corse FLNC revendique un attentat à la bombe commis dans la nuit contre le siège du groupe départemental de gendarmerie dans la caserne de Montesoro à Bastia (Haute-Corse) ; cependant, l'attentat n'a fait ni blessé ni dégâts matériels, au point que seul le fait que le bruit de l'explosion ait été entendu semble confirmer que l'attentat ait bien eu lieu[95].
- 18 août 2020 :  Allemagne : Attentat du 18 août 2020 à Berlin.
- 25 septembre 2020 :  France : Attaque du 25 septembre 2020 à Paris.
- 4 octobre 2020 : Attaque au couteau de Dresde : 1 mort et 1 blessé[96]
- 16 octobre 2020 :  France : Assassinat de Samuel Paty à Éragny-sur-Oise
- 29 octobre 2020 :  France : Attentat de la basilique Notre-Dame de Nice.
- 2 novembre 2020 :  Autriche : Attentats du 2 novembre 2020 à Vienne.
- 9 décembre 2020 :  France : Un homme fiché S blesse légèrement deux policiers municipaux avec un couteau, en criant "Allah Akbar" à Bollène.
- 3 mars 2021 :  Suède : Attaque au couteau de Vetlanda.
- 19 avril 2021 :  Royaume-Uni ( Irlande du Nord) : alors que l'Irlande du Nord est agitée depuis des jours par des émeutes unionistes, une bombe est placée sous la voiture d'une policière dans la ville de Dungiven mais est découverte avant qu'elle n'explose, la piste terroriste est largement privilégiée par rapport à la piste criminelle[97].
- 23 avril 2021 :  France : Attaque du 23 avril 2021 à Rambouillet.
- 15 octobre 2021 :  Royaume-Uni : Assassinat de David Amess
- 2 mars 2022 :  France : À la maison centrale d'Arles, Yvan Colonna est agressé par un codétenu fondamentaliste musulman, le djihadiste Franck Elong Abé. Yvan Colonna meurt le 21 mars 2022.
- 25 juin 2022 :  Norvège : Attentat du 25 juin 2022 à Oslo
- 10 novembre 2022 :  Belgique : Attaque au couteau de 2022 à Bruxelles
- 25 novembre 2022 :  France : Un jeune homme de 22 ans fiché S a attaqué un policier en criant Allah Akbar lors de sa garde à vue au commissariat d'Annecy. Le parquet national antiterroriste est saisi.
- 25 janvier 2023 :  Espagne : Attentat du 25 janvier 2023 à Algésiras
- 9 avril 2023 et 18 avril 2023:  Allemagne : Un Syrien mène une double-attaque « islamiste » au couteau à Duisbourg. La première a lieu le 9 avril, le jour de Pâques, et fait un mort. La seconde a lieu dans une salle de sport le 18 avril, le bilan est de 4 blessés dont un très grièvement.
- 13 octobre 2023 :  France : Assassinat de Dominique Bernard
- 16 octobre 2023 :  Belgique : Fusillade du 16 octobre 2023 à Bruxelles[98].
- 2 décembre 2023 :  France : Attentat du pont de Bir-Hakeim
- 31 mai 2024 :  Allemagne : Attaque au couteau à Mannheim le 31 mai 2024
- 29 juin 2024 :  Serbie : Attaque de l'ambassade d'Israël à Belgrade en 2024
- 16 juillet 2024 :  France : Ali Riza Polat, impliqué et condamné pour les attentats de Charlie Hebdo, tente d'assassiner un surveillant du centre pénitentiaire de Laon où il est incarcéré. Le parquet national antiterroriste est saisi.
- 17 juillet 2024 :  France : Un islamiste radicalisé blesse un chauffeur de taxi au cou à l'aide d'une arme blanche. Le parquet national antiterroriste ouvre une enquête et précise que lors de l'attaque, l’individu a tenu « des propos favorables au Hamas » et aux « Frères musulmans ».

## Sources